# Tallåstjärnarna (Ströms socken, Jämtland, 714250-146616)
Tallåstjärnarna är en sjö i Strömsunds kommun i Jämtland och ingår i Ångermanälvens huvudavrinningsområde.